# CNIEP LAREX
CNIEP LAREX este un organism neutru de încercare și certificare din România care funcționează în subordinea Oficiului pentru Protecția Consumatorilor.
Înființat în anul 1954 ca laborator al Oficiului de Control al Mărfurilor, LAREX a devenit în 1990, Centrul Național pentru Încercarea și Expertizarea Produselor (CNIEP).
Marca LAREX este înregistrată din 1975 la Oficiul de Stat pentru Invenții și Mărci și la Organizația Mondială a Proprietății Intelectuale de la Geneva.
CNIEP LAREX este membru fondator RENAR și colaborează cu multe organisme guvernamentale și oficiale cum ar fi: Direcția Generală a Vămilor, Garda Financiară, Registrul Auto Român, organele de Poliție, etc.
În laboratoarele CNIEP LAREX se efectuează încercări: fizico-chimice, microbiologice și fizico-mecanice în vederea stabilirii conformității produselor (agroalimentare, cosmetice, petroliere, anorganice, textile, ambalaje și materiale de ambalat).